# Kaung Htet Soe
Kaung Htet Soe (* 1. Juni 1997 als Kaung Htet Zaw) ist ein myanmarischer Fußballspieler.

## Karriere
Kaung Htet Soe stand von 2019 bis August 2021 bei Yangon United in Rangun unter Vertrag. Für den Erstligisten bestritt er 18 Ligaspiele und schoss dabei fünf Tore. Wo er von September 2021 bis August 2022 gespielt hat, ist unbekannt. Zu Beginn der Saison 2022/23 ging er nach Thailand, wo er sich dem Drittligisten Kamphaengphet FC anschloss. Mit dem Verein aus Kamphaengphet spielte er elfmal in der Northern Region der Liga. Anfang Dezember 2022 wurde sein Vertrag aufgelöst. Im Januar 2023 kehrte er nach Myanmar zurück. Hier schloss er sich seinem ehemaligen Verein Yangon United an.